# Крячково (Владимирская область)
Крячково — деревня в Ковровском районе Владимирской области России, входит в состав Малыгинского сельского поселения.

## География
Деревня расположена в 6 км на север от центра поселения деревни Ручей и в 11 км на север от райцентра города Ковров.

## История
В конце XIX — начале XX века деревня входила в состав Всегодической волости Ковровского уезда, с 1926 года — в составе Савинской волости. В 1859 году в селе числилось 22 двора, в 1905 году — 31 двора, в 1926 году — 46 дворов.
С 1929 года деревня входила в состав Большевсегодичского сельсовета Ковровского района, с 2005 года — в составе Малыгинского сельского поселения.
Возле Крячкова с августа 1941 по май 1942 года находился полевой аэродром, где базировался 432-й авиационный полк дальнего действия под командой полковника Викторина Лебедева.

## Население
| 1859 | 1905 | 1926 | 2002 | 2010 | 2021 |
| ---- | ---- | ---- | ---- | ---- | ---- |
| 184  | ↗231 | ↘210 | ↘26  | ↗34  | ↗54  |